# Francisco de Eguía y Beaumont
Francisco de Eguía y Beaumont e Indart (Estella, c. 3 de marzo de 1603-Nápoles, c. 1652) fue un militar, historiador y escritor polifacético español. Desempeñó también los cargos de alcalde ordinario de Pamplona, en dos ocasiones, así como dos veces como jurado y una vez de alcalde de Estella. Era miembro del linaje de los Eguía de Estella al cual pertenecieron otros personajes como Nicolás de Echávarri.

## Biografía
Nacido en Estella, recibió el bautismo en la parroquia de San Juan un 3 de marzo de 1602. Eran sus padres Urbano (o Urbán) de Eguía, señor del palacio cabo de armería de Itarburua en Echalecu, licenciado en Leyes, abogado de las Audiencias Reales, y relator del Consejo Real de Navarra, que estaba casado con María de Indart y Amix con la que tuvo varios descendientes: Luis, que falleció con once años, Francisco y Diego, ambos militares. Los abuelos paternos de Francisco fueron Nicolás de Eguía, «vecino de Estella, heredero de Esteban de Eguía y María de Mongelos», que estuvo casado con Felipa de Vergara y Beaumont de cuyo enlace nacieron tanto Esteban como Urbán de Eguía, que heredó el palacio de Echalecu.
Se sabe que en 1623 se casó con María de Inza y Olóndriz, natural de Falces, de cuya relación nacieron once hijos aunque en 1644 no le sobrevivían más que dos varones y cuatro mujeres. 
Terminados sus estudios, fue a Italia donde sirvió al rey durante tres años participando en las galeras de Sicilia y en los galeones de Nápoles. De vuelta en España, como capitán de infantería, participó en cinco campañas contra Francia, como el Socorro de Fuenterrabía (1638), y en la sublevación de Cataluña (1636-1640). Regresó nuevamente a Italia en donde, como caballerizo del Conde de Oñate, intervino en la reducción de la sublevada ciudad de Nápoles. La noticia de su fallecimiento se fecha en poco antes del 22 de julio de 1652, ya que su mujer en tal ocasión fue nombrada por el alcalde de Estella tutora de sus cuatro hijos supervivientes.

## Obras
Por noticias facilitadas por el propio autor cuando tenía 42 años, «echó una mirada retrospectiva a su vasta producción literaria y quedó maravillado de que en tan pocos años, en medio del estruendo de las armas, hubiese escrito tantas obras y de tanto trabajo. Pero él mismo se encarga de resolver el enigma afirmando que a veces estaba encerrado en sus estudios dieciocho horas sin desayunarse y que normalmente trabajaba doce horas diarias.» Para el especialista en literatura navarra de estos siglos, Carlos Mata Induráin, habría sido una excepción como autor de teatro en un panorama literario navarro sin autores significados, aunque no se hayan conservado sus obras.
Gran parte de sus trabajos, en principio, están desaparecidos. No obstante, se tienen noticias de muchos títulos mencionados en otros manuscritos aunque no siempre de una forma uniforme. Así se sabe que hay escritos sobre sucesos históricos como:
- Defensa de la verdad contra la proclamación y triunfo de la monarquía de Felipe IV;
- Consejo de los secretos públicos y defensa de los primeros conquistadores de las Indias.
- Batalla de dos águilas;
- Varios discursos sobre la reducción de Nápoles (Mantua Carpetana 1649), 8°, 266 págs.[12]

Sobre temas más devotos como:
- Las cinco espadas de María, tratado piadoso.

Comedias:
- La Fe de Pamplona y su primero obispo, primera y segunda parte.[13]
- El Peregrino de Acaya.
- El bosque sagrado.

Sobre Navarra
- Emblemas de San Fermín (que se conserva en una biblioteca privada de Zaragoza);
- Historia del serenísimo príncipe don Carlos de Navarra, sobre Carlos de Viana;
- El monstruo español en minas y combates, felice en armas y desgraciado en ellas, que es una biografía sobre el conde Pedro Navarro;
- Guerras de España y Francia por la parte de Labort, Navarra, la Provincia y Perpiñán, 1634-1642;

- Estella cautiva o Historia de la Ciudad de Estella;[14][15] para el historiador José Goñi Gaztambide en este manuscrito «el autor tiene el mérito de ser el primero en abordar la historia de su patria chica. Utilizó documentos del Archivo de la Cámara de Comptos, del Municipal de Estella y el de la familia de los Eguías, pero no sigue ningún plan lógico, muestra una credulidad asombrosa y admite fábulas sin cuento.»[16]
- Aurora de Navarra;
- Excelencias, antigüedad y nobleza de Estella (1644) del que existen varios ejemplares manuscritos;
- El tragelafo y la oliva de Pamplona, compuesta en breve diálogo entre Eduardo y Arentino (31 de agosto de 1646) (Madrid, Bibl Nac, ms 2.615, folios 79);[17]